# Vizcondado de Guadalupe
El Vizcondado de Guadalupe es un título nobiliario español creado el 18 de julio de 1667 por el rey Carlos II a favor de Juan de CastillaInfante y Parrales, I conde del Palancar, Consejero del Real de Italia.

## Vizcondes de Guadalupe
|                                 | Titular                                | Periodo                |
| Creación por Carlos II          | Creación por Carlos II                 | Creación por Carlos II |
| ------------------------------- | -------------------------------------- | ---------------------- |
| I                               | Juan de Castilla Infante y Parrales    | 1667-                  |
| Rehabilitación por Alfonso XIII |                                        |                        |
| II                              | Manuel Losada y Sánchez-Arjona         | 1916-1940              |
| III                             | Bernardo Losada y Lazo                 | 1951-                  |
| "IV"                            | "María del Carmen Losada y de la Cova" | "2010-2013"            |
| IV                              | Bernardo Losada y de la Cova           | 2013-2014              |
| V                               | Alvaro González Losada                 | 2014- Actual titular   |

## Historia de los Vizcondes de Guadalupe
- Juan de Castilla Infante y Parrales, I vizconde de Guadalupe, I conde del Palancar.

Rehabilitado en 1916 por:
- Manuel Losada y Sánchez-Arjona (1878-1957), II vizconde de Guadalupe, II conde del Palancar, III conde de Bagaes, VI conde del Álamo.

1. Casó con María de los Dolores Lazo y García. En 1940 cedió el vizcondado a su hijo, quién le sucedió, en 1951:

- Bernardo Losada y Lazo (f. en 2008), III vizconde de Guadalupe, IV conde del Palancar (por sucesión de su hermano José María, III conde del Palancar), IV conde de Bagaes.

1. Casó con María de la Concepción de la Cova y Benjumea. Le sucedió, en 2010, su hija:

- "María del Carmen Losada y de la Cova" (n. en 1941), "IV vizcondesa de Guadalupe", V condesa de Bagaes. Revocada la Real Carta de sucesión en el título de vizcondesa de Guadalupe.[2] Se otorga el vizcondado a:[3]

- Bernardo Losada y de la Cova, IV vizconde de Guadalupe.[4]
- Le sucedió en 2014 su hija Paloma Losada Buiza,  V vizcondesa de Guadalupe.